# Моа
Моа (Dinornithiformes) са изчезнали гигантски нелетящи птици. Някои от видовете са сред най-високите съществували някога птици. Те са достигали около 3 метра височина и са обитавали Нова Зеландия. Смята се, че някои от видовете са унищожени от заселилите се в Средновековието на островите маори. Вероятно последните екземпляри са изчезнали през 17 век. Към това семейство са принадлежали две подсемейства, 6 – 8 рода и 25 – 30 вида птици, които обобщено се наричат моа.

## Разпространение и местообитание
Двата големи новозеландски острова плюс някои други по-малки: (Чапъл, Стюарт и др.). Различните видове са обитавали всички възможни хабитати от морското равнище до високо в планините (планината Кук – 2500 m н.в.). Срещали са се в гори, равнини, високопланински пасбища, блата.

## Физически характеристики
Масивни и едри бягащи птици. Най-дребните видове са били високи около 0,4 – 0,6 метра, а най-едрите са достигали до 2,5 – 3,2 (3,6) (3,8) метра. Имали са средно дълъг клюн, дълги врат и крака, големи очи, атрофирали криле. Скелетът е бил близък до този на епиорниса, костната структура – до тази на щрауса, а перата – до тези на казуара. Теглото на моа е достигало 200 кг. Яйцата са тежали до 8 – 9 кг.

## Начин на живот
Не се знае почти нищо. Известно е, че са били вегетарианци. Хранели са се със семена, корени, растения. Те самите са били плячка за гигантския орел Харпагорнис. Предполага се, че са отглеждали потомството си подобно на съвременните бягащи птици.

## Допълнителна информация
Първи са започнали да ловят моа мориорите, но те са били твърде малобройни и се смята, че не са повлияли съществено на тяхната численост. По-късно идват маорите (14 век) и започват основно да се изхранват с моа. Освен това унищожават или тотално променят естествената им среда. Унищожават почти половината от горите на островите. В резултат на това птиците намаляват и в крайна сметка изчезват към началото на 17 век. За моа споменава Дж. Кук, но неговото съобщение не се смята за достоверно. Първите кости от моа пристигат в Европа през 1837 (1839) г. В музеите в България се съхранява само една единствена кост (от крака - цял tarsometatarsus) от моа (малката храстова моа; Anomalopteryx didiformis), постъпил като дарение от палеоорнитолога Dr. Cyril Walker 
Между 1843 и 1845 години, Ричард Оуен (палеонтолог и зоолог) реставрира първия скелет. Малко по-късно сериозни изследвания върху птицата правят Уолтър Мантел и Фердинанд фон Хохщетен. Интересно съобщение за моа прави Дж. Полък, който през 1831 година твърди, че е видял бедрена кост с прясно месо по нея в туземци на северния остров. През 1868 г. сър Джордж Грей съобщава за туземци, убили моа, която е видял с очите си. През 1959 г. световната преса разпространява снимки на моа, които по-късно се оказват фалшиви. Намерени са стотици килограми кости, яйца. В Нова Зеландия не са рядкост древни маорски станове, биваци, огнища, около които се намират кости от моа със следи от сечива върху тях. През седемдесетте години Доминион музей (Уелингтън) излиза с официално становище пред цял свят, че птиците от сем. Dinornithidae са изчезнали завинаги.